# لويز داليسون دي سوزا ألفيس
لويز داليسون دي سوزا ألفيس (بالبرتغالية: Apodi‏) (13 ديسمبر 1986 في بلدية أبودي، ريو غراندي دو نورتي في البرازيل – )؛ هو لاعب كرة قدم كان يلعب كمدافع لعب سابقاً في نادي أحد .

## وصلات خارجية
- لويز داليسون دي سوزا ألفيس على موقع رابطة كرة القدم اليابانية للمحترفين (اليابانية)
- لويز داليسون دي سوزا ألفيس على موقع قاعدة بيانات كرة القدم.إي يو (الإنجليزية)
- لويز داليسون دي سوزا ألفيس على موقع ليكيب (الفرنسية)
- لويز داليسون دي سوزا ألفيس على موقع Soccerway.com (الإنجليزية)
- لويز داليسون دي سوزا ألفيس على موقع عالم كرة القدم.نت (الإنجليزية)
- لويز داليسون دي سوزا ألفيس على موقع AS.com (الإسبانية)